# 푸아티에 전투
푸아티에 전투(Battle of Poitiers)는 1356년 9월 19일 잉글랜드와 프랑스 사이에서 백년 전쟁 중 벌어진 전투이다. 백년전쟁의 1,2기를 거쳐 3차례 영국에게 결정적 승리를 안겨준 전투 중 두 번째 것이다. 3번의 전투는 크레시 전투, 푸아티에 전투, 아쟁쿠르 전투이다.

## 배경
1356년 8월 8일 흑태자 에드워드(Edward, the Black Prince)는 대규모 기병 약탈전(chevauchée)을 영국령 아키텐(Aquitaine) 지방에서부터 시작해서 북쪽으로 수행하기 시작했다. 이는 중부 프랑스 곳곳의 프랑스 수비대들을 정벌하고 농촌지방을 노략질하려는 의도하에 수행되었다.
영국군 약탈 출격 부대들은 거의 저항을 받지 않았다. 그의 영국인과 프랑스의 가스코뉴 출신 군대는 수많은 마을들을 불태워 없애고, 철저히 약탈하며 루아르강(Loire River) 인근의 투르(Tours)에 이르렀다. 폭우로 인하여 에드워드의 군대는 도시와 성을 공격하지도 마을들을 불태우지도 못하는 상황이 되었다.
이런 작전 행동의 지연은 프랑스 왕 장 2세가 에드워드의 군대를 따라 잡아 격멸하겠다는 시도를 현실화 할 수 있게 해주었다. 이미 노르망디에서 초대 랭커스터 공작 그로몽의 헨리(Henry of Grosmont)의 영국 군대와 대치 중이던 왕은 영국군에 포위당해 있던 투르의 북방인 샤르트르(Chartres)에 그의 대군을 소집하였다. 그러나 기동력을 높인다는 이유로 15,000-20,000의 그의 저급-고급 보병들을 해산해 버렸고 이는 양군의 병력 차를 크게 줄여주었다.
프랑스군의 이동 소식을 듣고, 에드워드는 질서 있게 후퇴할 것을 결정하였다. 장 왕의 진군에 그는 열성적으로 남진을 의도하였다. 프랑스군은 푸아티에 남서쪽 몇 마일 밖에서 영국군을 따라잡았다. 고작 16세의 나이로 참전하긴 했지만 크레시 전투의 참전 용사인 흑태자는 그 크레시 전투에서 사용된 전술을 다시 사용하기로 결심하였다. 에드워드는 그의 군대를 좌측의 시내와 뒤편의 숲으로 보호되는 수비에 좋은 평원에 배치하였다. 푸아티에에서 보르도(Bordeaux)로 가는 주된 교통로인 옛 로마 도로 위에 엄청난 양의 약탈품으로 가득찬 짐수레들을 놔두어 그의 군대의 약한 오른쪽 측면을 보호하는 방벽으로 삼았다. 에드워드는 그의 하마한 기사와 병사들을 둘 또는 세 개의 대열로 편성하고 잉글랜드와 웨일즈 출신 장궁 궁수들을 양 측면에 V자 형태로 배치하였다. 에드워드는 소수의 기병들로 구성된 부대를 장 드 그레이 3세의 지휘하에 후방의 숲 속에 매복시켰다.
공격하는 프랑스군은 4개의 단위로 편성되었는데, 최전방에 선 첫 번째 부대는 클레르몽(Clermont) 장군이 지휘하는 대략 300명의 정예 기사들과 독일인 용병 파이크맨으로 구성된 혼성부대였다. 이 부대의 임무는 영국의 궁수 대열로 돌격하여 이들을 제거하여 위협을 제거하는 것이었다. 이들의 뒤에는 하마한 기사(dismounted cavalry)로 구성된 세 개의 보병집단이 따랐다. 그 지휘관은 각각 후일의 샤를 5세인 왕세자 도팽, 오를레앙 공작, 국왕 장 2세였다.

## 전투

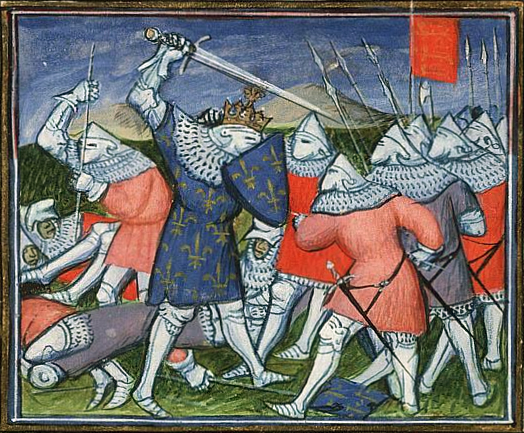
푸아티에 전투.

영국군 좌익의 위장 퇴각은 전투를 개시하게 만들었다. 이는 프랑스 기사들이 궁수들을 향해 성급한 돌진을 하게 만들었다. 그러나 영국군들은 이를 예상하고 있었고 재빨리 적에게 화살 비로 공격을 가했다. 특히 기사가 탄 말이 목표물 이었다. 현재의 벨기에 출신으로 프랑스 역사가로 알려진 장 프루아사르의 기록에는 프랑스 기사의 갑옷을 영국의 화살이 관통하지 못하였고 갑옷의 표면에 미끌어지거나 화살촉(Bodkin point)이 깨졌다고 기록하고 있다. 그러나 영국 측 기록에서는 이를 반박하는 기록들이 있는바, 이에 의하면 그들이 쓰던 뾰족한 송곳 같은 촉을 가진 화살은 그 시대 대부분의 플레이트 아머을 관통하는 성능을 가졌음이 입증된 것이었다고 한다. 이런 기록을 입증하기 위해서 (현대에) 행해진 실험에서는 정지된 상태의 판금철판에 대한 장궁사격 실험에서는 영국 측 기록이 맞다는 결과가 나왔으나, 갑주는 굴곡이 있고 목표물인 움직이는 사람은 그리 좋은 표적이 아니라는 점에서 어느 기록이 맞는지는 논란이 있다.
영국 궁수대의 이어지는 행동을 고려하면 프루아사르의 기록이 옳다고 보인다. 마갑은 측면과 후면에서의 공격에 취약하므로, 영국 궁수대는 기사들의 측면으로 위치를 옮겨 측면에서 말을 쏘았다. 이는 돌진하는 기사들을 저지하는 널리 알려진 방식이었다. 쓰러지는 말들이 적의 전열을 붕괴시켜 적의 기사들의 집단이 가하는 위협을 없앨 수 있기에 그러했다. 그런 경우 결과는 기사들에게 재앙이었다.
이러한 첫 번째 부대의 공격 후 이어진 것은 도팽이 이끄는 보병들의 부대였다. 이들은 갑옷을 입은 상태의 무거운 몸으로 1킬로 이상 떨어진 적군 진영 – 게다가 길도 약간 오르막이었다고 한다 –까지 행군하느라 기진맥진하였던 상태였다. 이들은 하마만 하였을 뿐 영국의 하마 기사들처럼 궁병, 창병과 혼성 대형을 이루는 정도까지는 아니었다. 이들은 쏟아지는 화살비에 큰 손실을 입고,- 영국군 전열에 이르지도 못한 상태였다 - 부대를 재편하기 위해서 퇴각하기 시작하였다. 그 다음 (세 번째 부대) 전열인 오를레앙 공작의 보병들은 왕세자의 부대가 공격도 시도하지 못하고 물러나는 것을 보고, 공황상태에 빠져 뒤돌아 퇴각하기 시작하였다.
달아나는 프랑스군은 국왕 장 2세가 인솔하는 마지막 전열의 움직임도 묶어 버렸다. 이때 영국 궁수들은 모든 화살을 다 쏴 버린 상태였다. 그러나 장 2세의 제4 전대가 패주하는 부대에 발이 묶여 있는 사이 궁수들은 재빨리 보병들 사이에 섞여 보병대오를 형성하였다. 그리고 이들 중 일부는 말에 올라타 즉흥적으로 기병대오를 형성하려 시도하였다. 이윽고 장 2세의 네 번째 부대가 전선에 이르러 격전이 벌어졌다. 그러나 흑태자에게는 후방 숲속에 잠복시켰던 기병대가 있었고, 이들은 숲에서 빠져 나와 우회하여 프랑스군의 측면과 후방을 기습하였다. 프랑스군은 포위당한다는 두려움에 도주를 시작하였다. 프랑스 왕 장 2세는 그 와중에 측근들과 함께 포로가 되었다.
|  |  |
|  |  |

## 영향

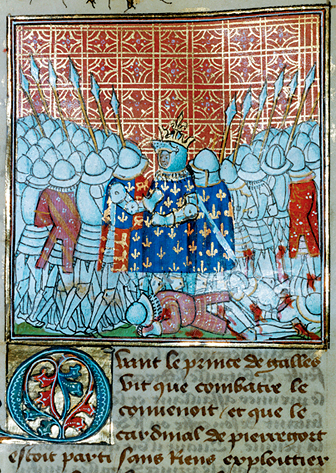
선량왕 장 2세 포로가 되다.

결과는 프랑스에게 있어 군사적으로나 경제적으로 결정적인 참패였다. 프랑스는 왕의 귀환을 위해서 몸값(ransom)으로 나라 전체의 1년치 수익의 두배 300만 크라운을 준비해야 했다. 그러나 장 2세는 포로 생활을 하면서도 매우 융숭한 대접을 받으며 영국에서 이국 생활을 즐기고 있었다. 장 2세는 몸값을 마련하기 위해 귀국할 것을 허락 받았다. 그는 결국 그 몸값을 다 준비할 능력이 없다며 1364년에 영국으로 돌아왔다. 그리고 수개월 후에 병사하였다.
여러 면에서 전술과 전략이 수적인 열세를 극복할 수 있다는 점을 보여주는 크레시 전투의 재판이었다. 이는 에드워드 흑태자가 전투 직후 런던시민들에 보낸 편지에 잘 드러난다.
| “ | [I]t was agreed that we should take our way, flanking them, in such a manner that if they wished for battle or to draw towards us, in a place not very much to our disadvantage, we should be the first… the enemy was discomfited, and the king was taken, and his son; and a great number of other great people were both taken and slain[.] | ” |

## 서적 목록
- Belloc, Hilaire (1913). Poitiers, London: H. Rees. via Internet Archive.
- Green, David (2004). 《The Battle of Poitiers 1356》. ISBN 0-7524-2557-9.
- Nicolle, David (2004). 《Poitiers 1356:  The Capture of a King》. Osprey Publishing. ISBN 1-84176-516-3.
- Tuchman, Barbara (1978). 《A Distant Mirror》. ISBN 0-345-34957-1.